# قائمة الكنائس القبطية الأرثوذكسية في كندا
فيما يلي قائمة جزئية للكنائس القبطية الأرثوذكسية في كندا، ويبلغ العدد 64 كنيسة ومجتمعًا:

## أبرشية ميسيسوجا وفانكوفر وكندا الغربية
رئيس هذه الأبرشية هو الأسقف مينا، أسقف أبرشية ميسيسوجا وفانكوفر وكندا الغربية.
فيما يلي قائمة بالكنائس التابعة للأبرشية:

### ألبرتا
- كنيسة القديسة مريم ومارجرجس القبطية الأرثوذكسية، رد دير (ألبرتا)
- كنيسة القديسة مريم ومارمرقس القبطية الأرثوذكسية، إدمونتون
- كنيسة مارمينا القبطية الأرثوذكسية، كالغاري
- كنيسة القديسة مريم والقديس بولس القبطية الأرثوذكسية، كالغاري

### كولومبيا البريطانية
- كنيسة مارجرجس القبطية الأرثوذكسية، سوري (كولومبيا البريطانية)
- كنيسة مارمرقس والقديس فيلوباتير القبطية الأرثوذكسية، فانكوفر
- كنيسة القديسة مريم القبطية الأرثوذكسية، سوري (كولومبيا البريطانية)
- كنيسة القديس البابا كيرلس القبطية الأرثوذكسية، جزيرة فانكوفر

### مانيتوبا
- كنيسة مارمرقس القبطية الأرثوذكسية، وينيبيغ
- كنيسة مارمينا والقديس أنطونيس القبطية الأرثوذكسية، براندون

### أونتاريو (ميسيسوجا وأونتاريو الغربية)

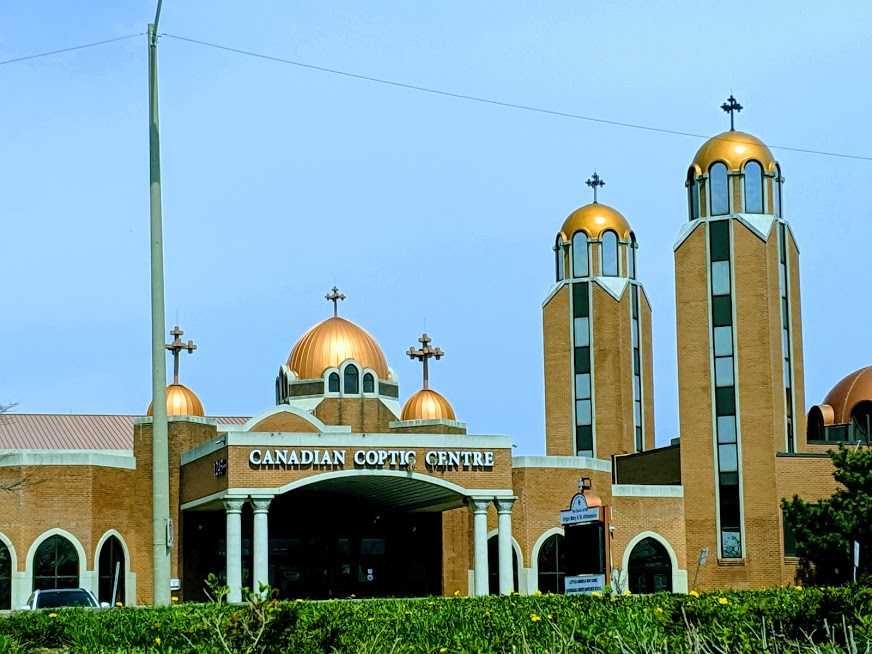
المركز القبطي الكندي

- كنيسة رئيس الملائكة ميخائيل والقديس تكلا القبطية الأرثوذكسية، برامبتون
- كنيسة رئيس الملائكة رافائيل و القديس مارينا القبطية الأرثوذكسية، بيرلينجتون (أونتاريو)
- كنيسة القديس فيلوباتير مرقوريوس القبطية الأرثوذكسية، جيلف
- كنيسة مارمينا القبطية الأرثوذكسية، هاميلتون [3]
- كنيسة القديسة مريم والقديس موريس القبطية الأرثوذكسية، كيتشنر
- كنيسة القديس بولس الأنشوري القبطية الأرثوذكسية، لندن
- كنيسة مارجرجس والقديس أبانوب القبطية الأرثوذكسية، ميلتون
- كنيسة السبعة مذابح، ميسيسوجا
- كنيسة الميلاد الكندية القبطية الأرثوذكسية، ميسيسوجا
- كنيسة القيامة القبطية الأرثوذكسية الكندية، ميسيسوجا
- كنيسة مارمرقس و القديس دميانة القبطية الأرثوذكسية، ميسيسوجا
- كنيسة القديس مكسيموس والقديس دوميتيوس القبطية الأرثوذكسية، ميسيسوجا
- كنيسة مارمينا والقديس كيرلس القبطية الأرثوذكسية، ميسيسوجا
- كنيسة القديس فيلوباتير والقديس أنطونيس القبطية الأرثوذكسية، ميسيسوجا
- كنيسة النبي دانيال والثلاثة فتية القبطية الأرثوذكسية، ميسيسوجا
- كنيسة القديسة مريم والقديس أثناسيوس القبطية الأرثوذكسية، ميسيسوجا

- وادي والدة الإله مونو

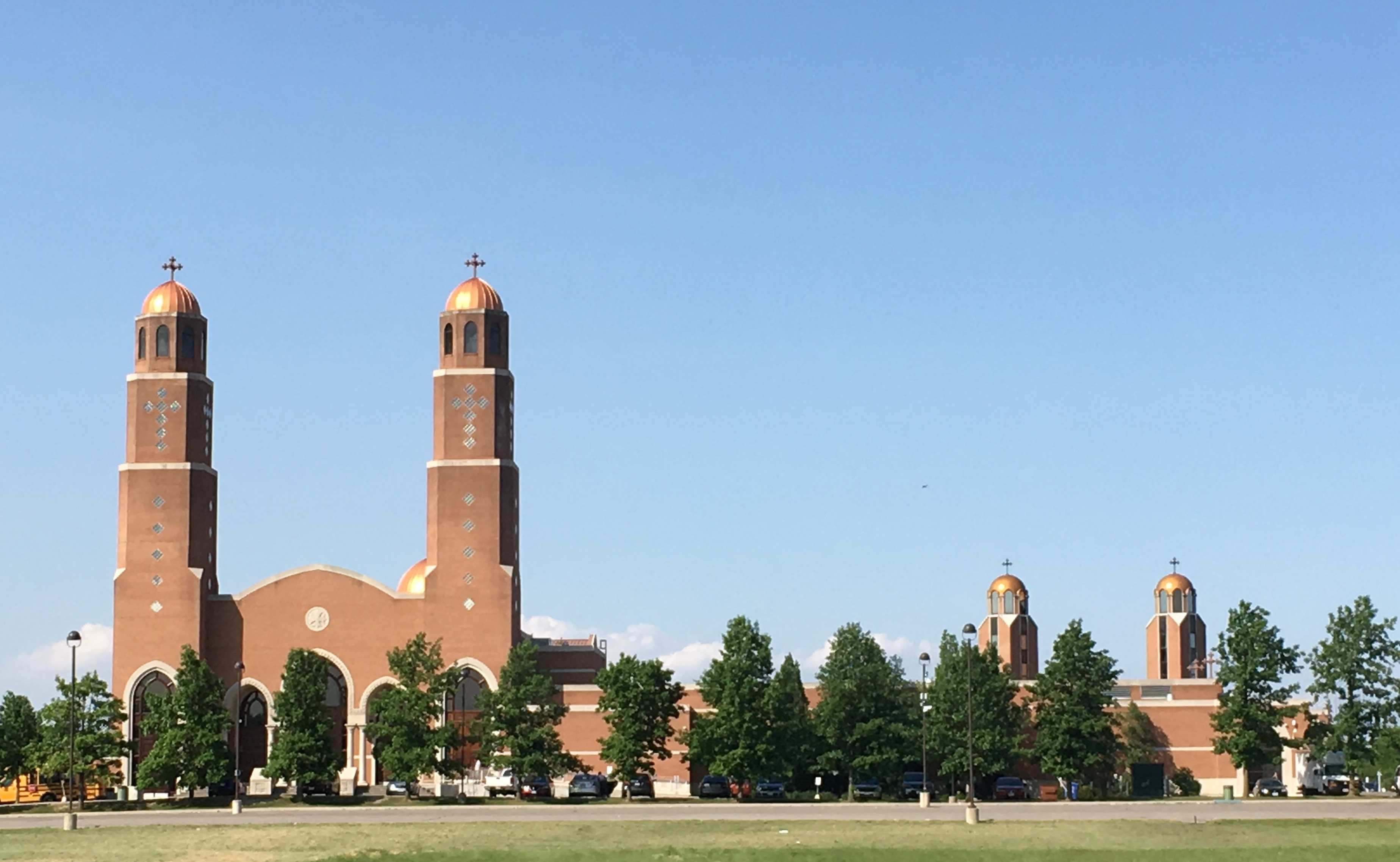
كنيسة القديسة مريم العذراء والقديس أثناسيوس والمركز القبطي الكندي، ميسيسوجا

- كنيسة القديس بطرس والقديس بولس القبطية الأرثوذكسية، أوكفيل
- كنيسة مارجرجس والقديس مرقوريوس أبو سيفين القبطية الأرثوذكسية، سانت كاثرينز
- كنيسة القديسة مريم والقديس موسى الاسود القبطية الأرثوذكسية، وندسور

### ساسكاتشوان
- كنيسة مارمرقس و مارجرجس القبطية الأرثوذكسية، ريجينا
- كنيسة القديسة مريم ومارمينا القبطية الأرثوذكسية، ساسكاتون

## أبرشية أوتاوا ومونتريال وشرق كندا
رئيس هذه الأبرشية هو الأسقف بولس، أسقف الأبرشية المقدسة في أوتاوا ومونتريال وشرق كندا
فيما يلي قائمة بالكنائس تحت الأبرشية: 

### نيو برونزويك
- كنيسة القديسة مريم ومارجرجس القبطية الأرثوذكسية، سانت جون (كندا)

### نيوفاوندلاند ولابرادور
- كنيسة القديس موريس القبطية الأرثوذكسية، ماونت بيرل
- كنيسة القديسة مريم والقديسة فيرينا القبطية الأرثوذكسية، جاندر
- مجموعة عائلات قبطية في جراند فولز
- مجموعة عائلات قبطية في كورنر بروك

### مقاطعة نفوفا سكوشيا
- كنيسة مارمينا القبطية الأرثوذكسية، هاليفاكس

### أونتاريو (شرق أونتاريو)
- دير القديس أنطونيوس، بيرث
- كنيسة مارجرجس والقديس أنطونيس القبطية الأرثوذكسية، أوتاوا
- كنيسة القديس يوسف القبطية الأرثوذكسية، أوتاوا
- كنيسة مارمرقس والقديسة مريم المصرية القبطية الأرثوذكسية، أوتاوا
- كنيسة القديسة مريم القبطية الأرثوذكسية، أوتاوا
- كنيسة مترمينا القبطية الأرثوذكسية، كينغستون

### كيبيك
- كنيسة مارمرقس القبطية الأرثوذكسية، مونتريال
- كنيسة مارجرجس والقديس يوسف القبطية الأرثوذكسية، بييرفوندس
- كنيسة السيدة العذراء مريم القبطية الأرثوذكسية، سانت هوبرت
- كنيسة رئيس الملائكة ميخائيل والقديس مرقوريوس القبطية الأرثوذكسية، لافال
- كنيسة القديس بطرس والقديس بولس القبطية الأرثوذكسية، بوينت كلير
- كنيسة القديسة مريم ومارمينا والبابا كيرلس القبطية الأرثوذكسية، سانت فوي
- كنيسة مارمينا والبابا كيرلس السادس القبطية الأرثوذكسية، سانت تيريز
- كنيسة الثالوث الإريترية الأرثوذكسية، لاشين
- كنيسة القديس يوحنا المعمدان القبطية الأرثوذكسية، فودرويدوريون (كيبك)

## أبرشية أمريكا الشمالية

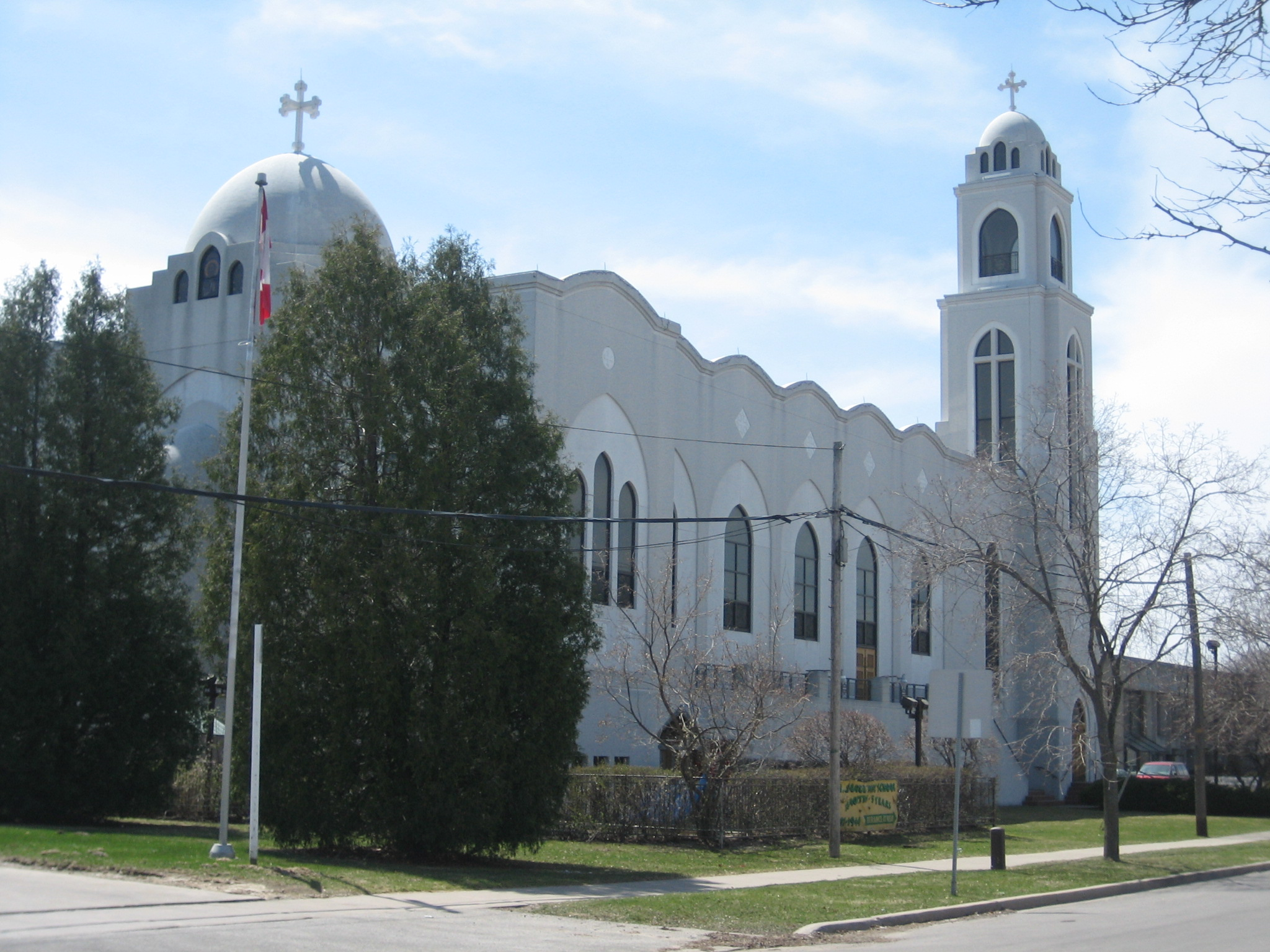
كنيسة مارجرجس والقديس رويس القبطية الأرثوذكسية في تورونتو

فيما يلي قائمة بالكنائس التابعة لأبرشية أمريكا الشمالية: 

### أونتاريو
- كنيسة رئيس الملائكة ميخائيل ومارمينا القبطية الأرثوذكسية، شمال يورك، تورنتو
- كنيسة القديس بيشوي القبطية الأرثوذكسية، ويتجيرج ستوفيل (أونتاريو)
- كنيسة مارجرجس والقديس رويس القبطية الأرثوذكسية، شمال يورك، تورنتو
- كنيسة القديس يوحنا المعمدان والقديسة إليزابيث القبطية الأرثوذكسية، أورو-ميدونت (أونتاريو)
- كنيسة مارمرقس القبطية الأرثوذكسية، تورونتو
- كاتدرائية مارمرقس القبطية الأرثوذكسية، ماركام
- كنيسة القديسة مريم والقديس أبرام القبطية الأرثوذكسية، أجاكس
- كنيسة القديسة مريم والقديس يوحنا القبطية الأرثوذكسية الحبيبة، بيكرينغ
- كنيسة القديسة مريم والقديس يوسف القبطية الأرثوذكسية، ريتشموند هيل
- كنيسة القديسة مريم والقديس صموئيل المعترف القبطية الأرثوذكسية، ماركام
- كنيسة القديس موريس و القديسة فيرينا القبطية الأرثوذكسية، ماركام
- كنيسة القديس موسى والقديسة كاترين القبطية الأرثوذكسية، تورنتو
- كنيسة القديس فيلوباتير مرقوريوس و القديس شنودة القبطية الأرثوذكسية، شمال يورك، تورنتو
- كنيسة القديسة مريم والقديسة دميانة القبطية الأرثوذكسية، إيتوبيكوك، تورنتو
- كنيسة القديسة مريم والرسولان بطرس وبولس الكنيسة القبطية الأرثوذكسية، فون (أونتاريو)
- القديس فيلوباتير وكنيسة القديس دميانة القبطية الأرثوذكسية، نيوماركت
- كنيسة القديسة مريم ومارمرقس القبطية الأرثوذكسية، غريتر سودبوري

## صور

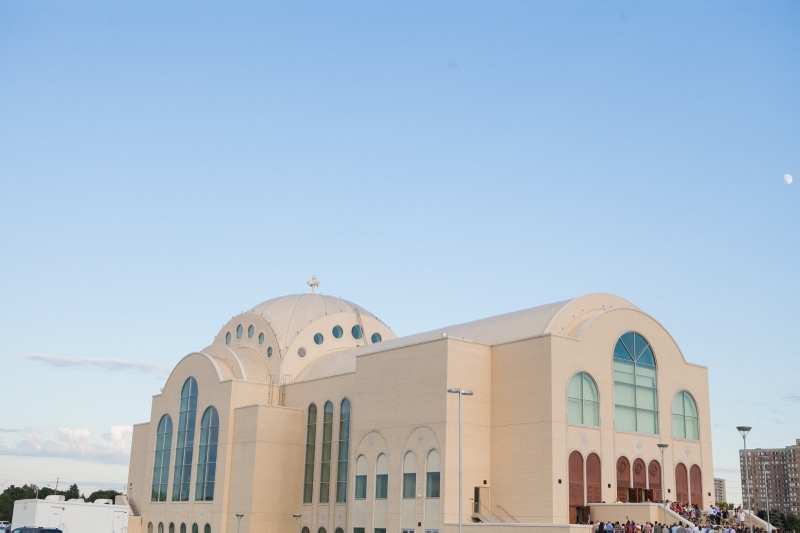
كاتدرائية القديسة مريم ومارمرقس القبطية الأرثوذكسية في مركام
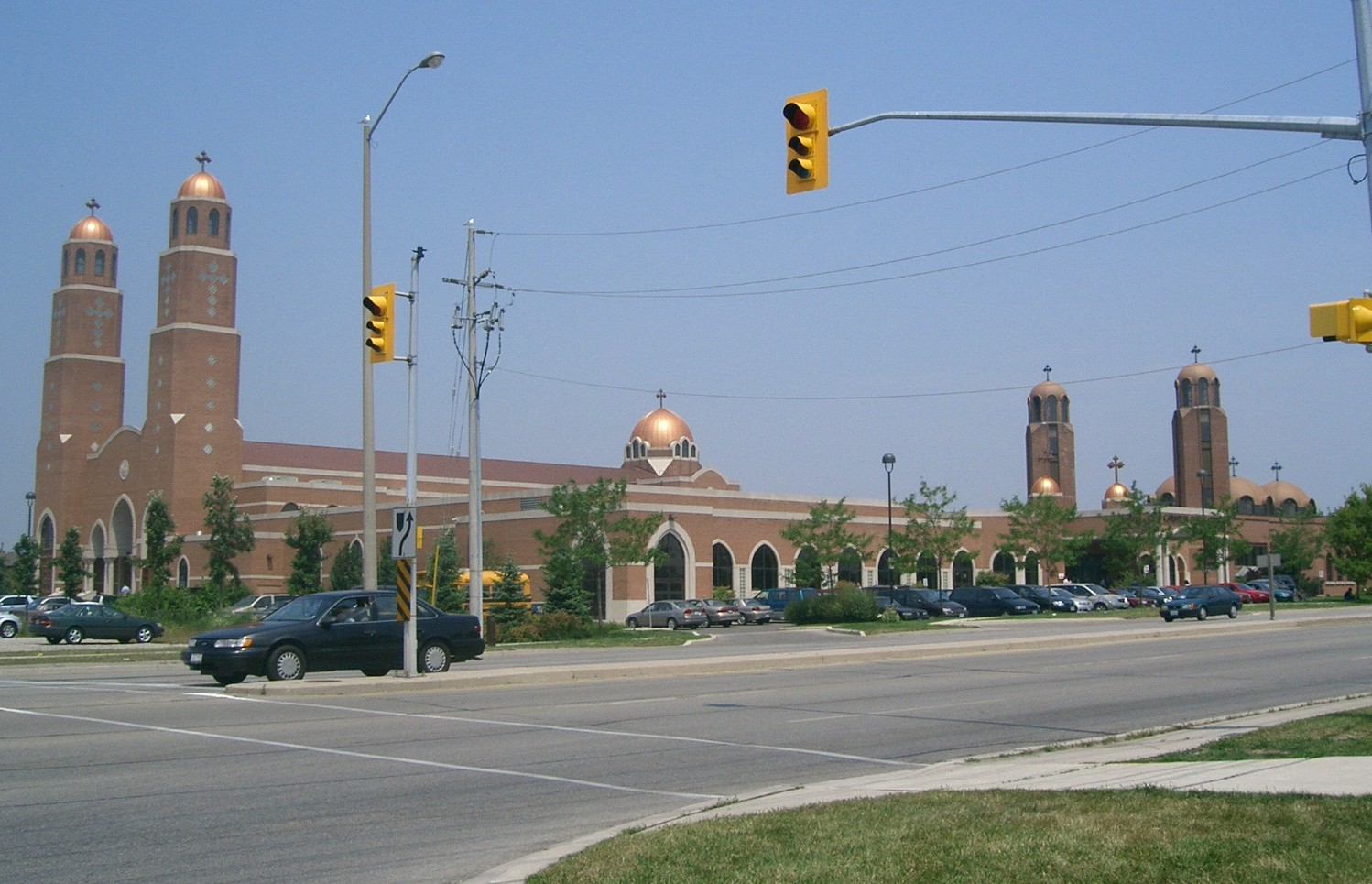
كنيسة مريم العذراء والقديس أثناسيوس القبطية الأرثوذكسية في ميسيسوجا
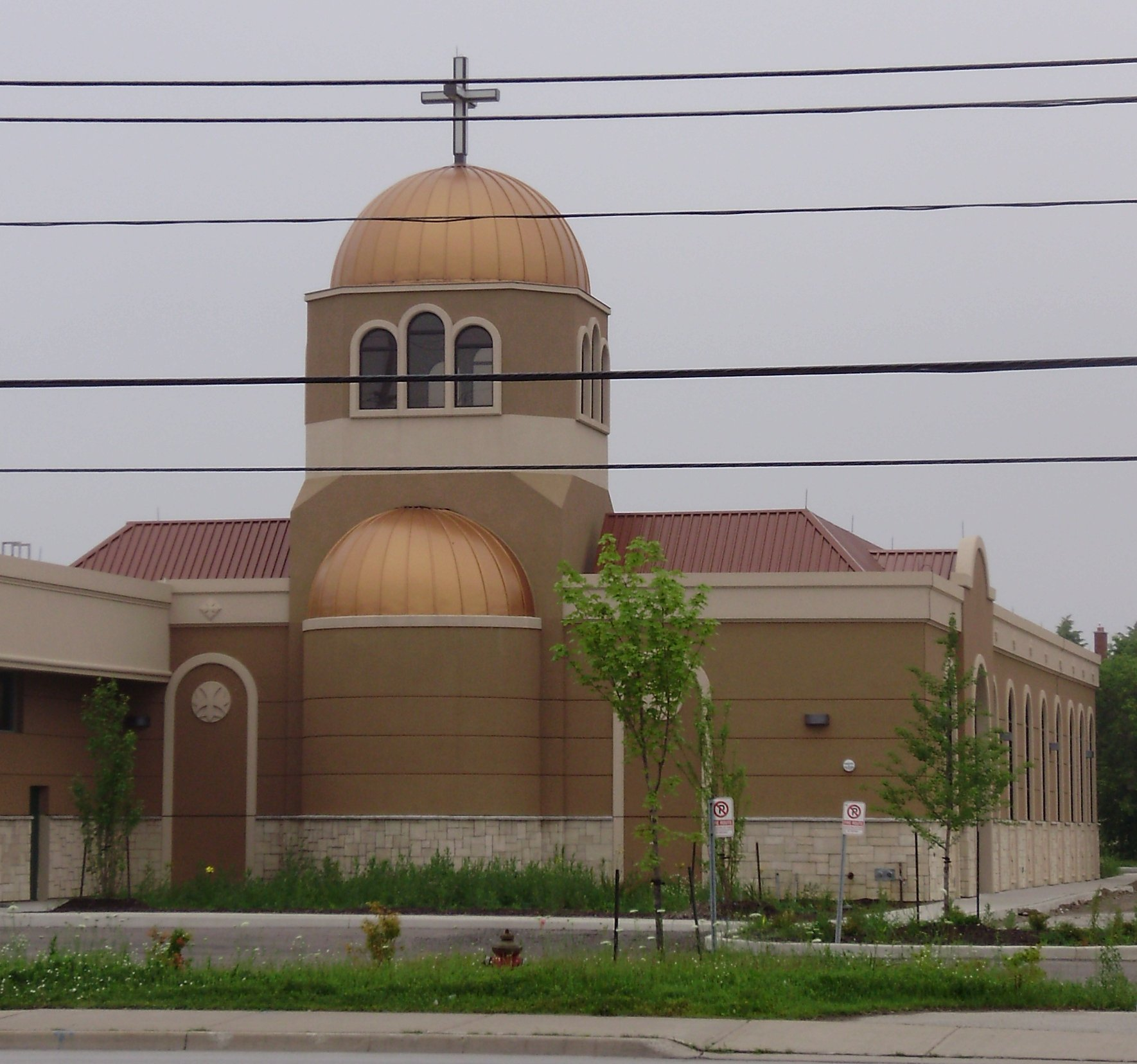
كنيسة مارمينا و البابا كيرلس القبطية الأرثوذكسية في ميسيسوجا